# わかしお (列車)
わかしおは、東日本旅客鉄道（JR東日本）が東京駅 - 茂原駅・上総一ノ宮駅・勝浦駅・安房鴨川駅間を京葉線・外房線経由で運行する特急列車である。
本項では、外房線で運転されていた優等列車の沿革についても記述する。

## 概要
特急「わかしお」は、 1972年7月15日に総武快速線の東京駅乗り入れと、房総東線（現外房線）蘇我駅 - 安房鴨川駅間が電化されたことにより、東京駅 - 安房鴨川駅間を総武本線・外房線経由で運転を開始し、下り9本（このほか季節列車4往復が設定され）と上り8本（同3本）が設定、毎日1往復は八王子駅発着で運転されていた、同年10月にエル特急に指定された。
1982年11月15日に外房線の急行列車を全廃して「わかしお」に統合した。1991年3月19日から特急「成田エクスプレス」が総武本線で運転されることを受け、同年3月16日から「わかしお」の東京駅 - 蘇我駅間は京葉線経由に変更して運転されるようになった。こののち、「ホームタウンわかしお」や「ビューわかしお」「おはようわかしお」などが運転されたが、列車名は2005年12月10日の改正で「わかしお」に統一されている。
また、2007年前後より幕張メッセでの大規模イベント時に運行される臨時特急列車の名称として「わかしお」の名称が用いられている（「さざなみ」として運転される場合もある）。
2023年3月18日のダイヤ改正で高崎線の特急「あかぎ」と「草津・四万」（改正前日までの名称は「草津」）が全席指定席になったことで、首都圏を走るJRの特急列車では同じ東京と千葉方面とを結ぶ「さざなみ」と「しおさい」とともに自由席を設定している数少ない列車であったが、いずれも2024年3月のダイヤ改正で全車指定席となった。

### 列車名の由来
「わかしお」の名称は、小潮の時期から大潮の時期に掛けて干満の差が大きくなる潮のことで、黒潮の別名とも言われる「若潮」が由来となっている。

## 運行概況
2024年3月16日現在、全列車が東京駅を上り方の起点・終点としており、安房鴨川駅発着が5往復、勝浦駅発着が3.5往復、上総一ノ宮駅終着が下りのみ3本、茂原駅始発が上りのみ1本設定されている。なお、下り1本は勝浦駅から普通列車（全車自由席）扱いで安房鴨川駅まで運転している。
日中は1 - 3時間おきに1本運転されているが、平日早朝の上り列車は本数が増える。

### 停車駅
東京駅 -（海浜幕張駅）- 蘇我駅 -（土気駅）- 大網駅 - 茂原駅 - 上総一ノ宮駅 - 大原駅 - 御宿駅 - 勝浦駅 -（上総興津駅）- 安房小湊駅 - 安房鴨川駅
- 列車ごとの運転区間は以下の通り。
  - 安房鴨川駅発着：3・5・7・8・9・12・14・15・16・18号
  - 勝浦駅発着：1・4・6・10・13・19・20号
    - 4・6号は平日のみ運転。
    - 11号が勝浦駅まで延長となる日は22号（臨時列車）を運転。

  - 上総一ノ宮駅発着：11・17・21号
    - 11号は多客期などに勝浦駅まで延長される。
    - 17・21号は平日のみ運転。

  - 茂原駅発着：2号（平日のみ運転）
- （ ）内の駅に停車する列車は以下の通り。
  - 海浜幕張駅：1・3・5・7・9・12・14・16・18・20号
  - 土気駅：2・4・6・8・10・13・15・17・19・21号
  - 上総興津駅：3・8・18号
  - 15号については勝浦駅から安房鴨川駅まで普通列車扱いとなり、記載されていない駅を含む各駅に停車する。
- このほか、沿線でのイベント開催時にはその最寄駅に臨時停車する場合がある[注 4]。

### 使用車両・編成
幕張車両センターに所属するE257系500番台5両編成が使用される。2024年3月16日のダイヤ改正より全車指定席となった。
ただし、同年6月28日まで3・9・15・21・6・12・18号に、6月29日まで5・13・8・16号に、E257系に無いグリーン車が設定されており、当該列車の使用車両は後述の255系であった。

#### 過去の使用車両
1972年7月の運転開始当初は、新製された183系を使用して運転されていた。2004年10月に255系とE257系に統一されてからは基本的に運用されていないが、車両運用の都合で代走する場合もあった。
255系は1993年7月から運用されており、2005年12月までは列車名を「ビューわかしお」として使用車両の区別を表していた。2024年3月16日のダイヤ改正でE257系500番台に置き換えられ、定期運用から撤退した。

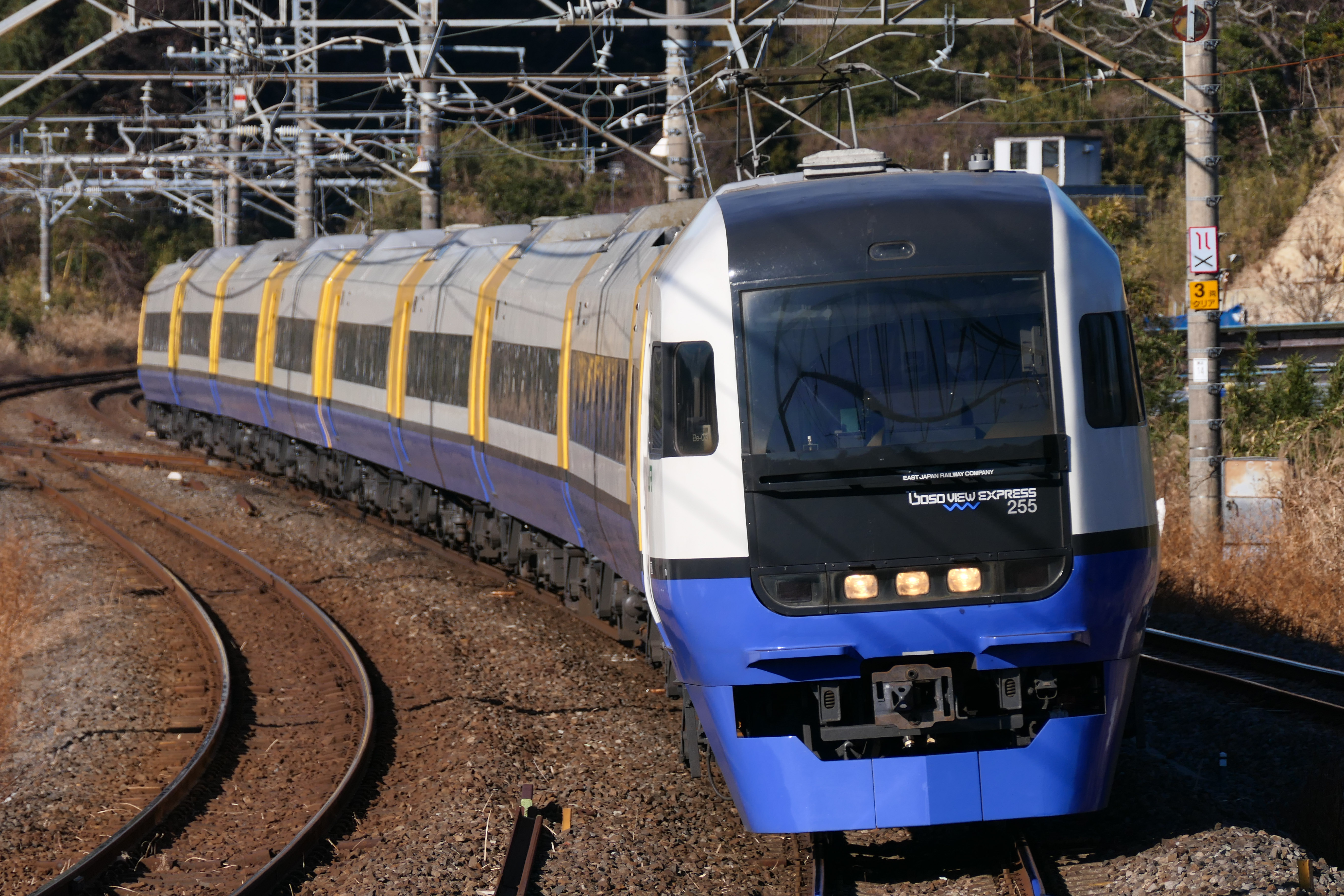
255系による「わかしお」
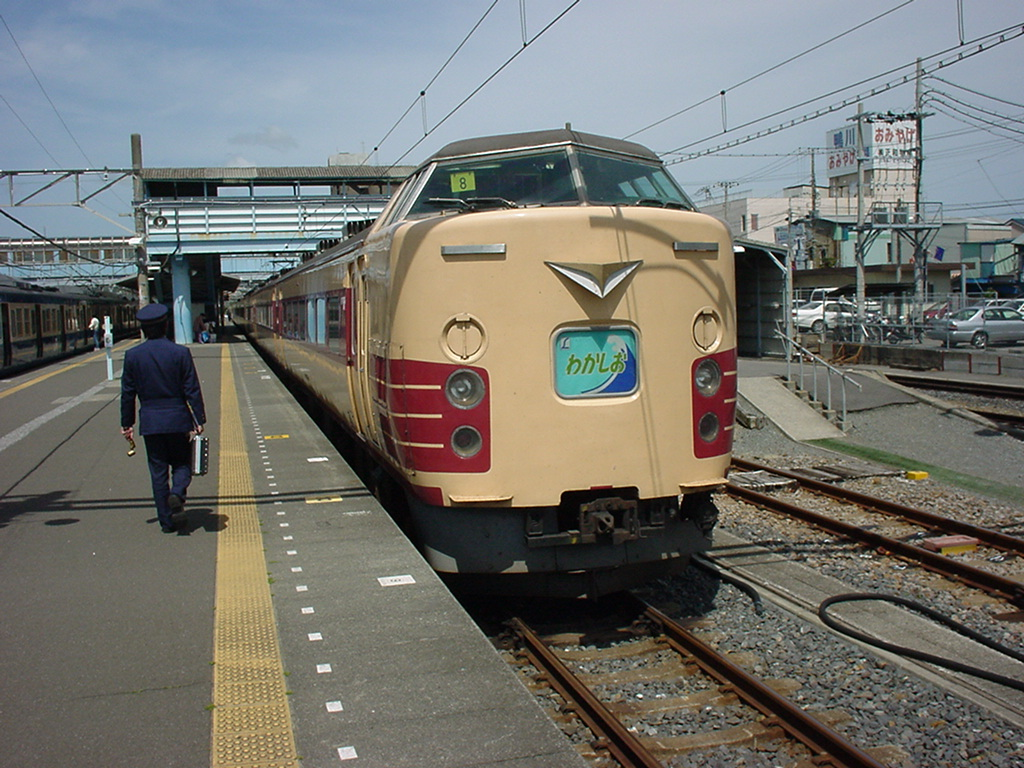
183系による「わかしお」

## 臨時列車
土曜・休日に「新宿わかしお」が、新宿駅 - 安房鴨川駅間を中央本線経由で運転されている。新宿始発のみ内房線太海駅まで延長運転される場合がある。かつては夏季に183系で「ビーチインBOSOわかしお」として運行されていた。
使用車両は2024年3月のダイヤ改正以降は基本的にE257系500番台5両編成だが、繁忙期を中心にE257系5000番台または255系（いずれも9両編成）が用いられることもある。
停車駅
新宿駅 - 錦糸町駅 - 船橋駅 - 千葉駅 - 蘇我駅 - 大網駅 - 茂原駅 - 上総一ノ宮駅 - 大原駅 - 御宿駅 - 勝浦駅 - 上総興津駅 - 安房小湊駅 - 安房鴨川駅（→太海駅）
- 2018年3月のダイヤ改正までは鵜原駅・安房天津駅にも停車していた。
- 2024年3月のダイヤ改正までは秋葉原駅・津田沼駅にも停車していた。

このほか、幕張メッセで行われる大型のイベント（東京モーターショー、Interop Tokyo、CEATEC JAPANなど）開催時には東京駅  - 海浜幕張駅間で臨時列車が運転されている（ただし、2009年の東京モーターショー向け臨時列車以降は、「さざなみ」として運転されている）。

## 外房線優等列車沿革
外房線（旧・房総東線）に有料の優等列車が設定されたのは戦後の1958年（昭和33年）であるが、戦前の1935年（昭和10年） - 1940年（昭和15年）の間、海水浴客などの利用を見込んで、臨時の快速列車（旧称：準急列車）には「潮」（うしお）などの列車愛称が付けられていたことがあった。

### 優等列車運行の創始
- 1952年（昭和27年） - 1954年（昭和29年）：夏季臨時快速「黒潮」を新宿駅 - 安房鴨川駅間で休日のみ運転開始。
  - 1953年（昭和28年）に房総東・西線が「気動車モデル線区」に指定され、1953年度中までに千葉鉄道管理局管内に66両が配置されたことから、1954年夏には気動車で毎日運転された。
- 1955年（昭和30年）11月15日：気動車を使った同線区初の定期快速列車を設定。
  - 平日は千葉発、休日は新宿発で、朝に新宿駅 - 千葉駅 - 木更津駅 - 館山駅 - 安房鴨川駅 - 大網駅 - 千葉駅と運転し、午後に千葉駅から逆経路でまわる循環列車とした。
- 1958年（昭和33年）：夏季臨時列車として1955年4月17日より運転していた臨時快速「房総の休日号」（新宿駅 - 外川駅間）に安房鴨川行きを併結。千葉駅で分割併合する。
- 1958年（昭和33年）11月10日：準急「犬吠」に、房総東線（現在の外房線）経由安房鴨川行き、房総西線（現在の内房線）経由館山行きの車両を併結し、多層建て列車になる。同時に列車名を「房総」に変更。
  - しかし、誤乗を防ぐ観点から銚子行きの車両には「房総（犬吠）」、安房鴨川行きの車両には「房総（外房）」、館山行きの車両には「房総（内房）」と、列車名の後に各列車の系統を表す括弧書きが行われた。
- 1959年（昭和34年）7月1日：「房総」を「京葉」に改称（括弧書きは継続）。総武本線・房総東線・房総西線の臨時準急列車を2往復増発し、新たに「房総」とし、新宿駅 - 銚子駅・（房総東線・房総西線経由）新宿駅・（房総西線・房総東線経由）新宿駅間準急列車（3層建て列車かつ循環列車）で運転。系統別の括弧書きも踏襲する。
  - その運行系統は、2往復とも新宿駅を9両編成で発車し、千葉駅で3方向へ向かう列車に分割し、房総東線 - 房総西線経由の「房総（外房）」・房総東線 - 房総西線経由「房総（内房）」それぞれが房総半島を一周（途中ですれ違う）した後、千葉駅で再び銚子駅から来た上りの「房総（犬吠）」ともに3列車を併結して新宿駅へ戻るものであった。
- 1960年（昭和35年）4月25日：「房総」を定期列車化。
  - 夏季臨時列車として準急「千鳥」を新宿発安房鴨川行き（下り1本）で運転。
- 1960年（昭和35年）11月21日：「京葉」を1往復増発するが、増発分は括弧書きをせずに3方面いずれも下りが「京葉1号」、上りが「京葉2号」とされた。
- 1961年（昭和36年）
  - この年より「房総夏ダイヤ」開始。臨時準急「清澄」を増発（1往復）。翌年2往復となる。
  - 10月1日：「京葉」の括弧書き愛称を廃止し、上下ともに発車順に「京葉1号」「京葉2号」とする。
- 1962年（昭和37年）10月1日：準急は房総東・西線系統と総武本線系統の新宿駅・両国駅 - 千葉駅間での併結運転を中止。「房総」・「京葉」の愛称を、房総東線系統列車は「外房」（がいぼう）、房総西線系統列車は「内房」（ないぼう）と改める。「外房」は4往復運転に。
  - 「房総」の流れを引き継ぐ循環列車系統に関しては、両線の境となる安房鴨川駅で「外房」と「内房」の愛称を切り替えていた。
- 1963年（昭和38年）
  - 4月28日：房総夏ダイヤの臨時準急の名称を房総西線は「黒潮」に統合する（下り4本、上り3本運転）。うち1往復には定期列車に先立ちキロ28形を連結。
  - 10月1日：両国駅 - 安房鴨川駅間にキハ58系を使用して全車座席指定席の準急列車を新設。自由席のみの編成であった「外房」と区別をする必要があったため「くろしお」と名付けられる。キロ28形を「くろしお」と「外房」1往復に連結。
    - 両国駅 - 千葉駅間では、同じ内容で房総西線に新設された両国駅 - 館山駅間運転の「さざなみ」と併結運転した。
    - 「くろしお」の愛称自体は、漢字書きの「黒潮」として1952年（昭和27年）夏の海水浴シーズンから臨時準急列車として登場していたが、この時定期列車に昇格した。しかし既に紀勢本線や土讃本線に「くろしお」・「黒潮」という優等列車が登場しており、3地区で同じ名称が同時使用されるという事態になった。
- 1964年（昭和39年）：房総夏ダイヤの臨時準急の名称を再改称し「清澄」とする（3往復運転）。
- 1965年（昭和40年）10月1日：「くろしお」に自由席を連結し、「外房」に統合。この時「外房」の読みを「そとぼう」に改める。
- 1966年（昭和41年）3月5日：運行距離が100kmを越す準急列車をすべて急行列車に格上げすることになり、「外房」は急行列車となる。
- 1967年（昭和42年）
  - 房総夏ダイヤの臨時急行の名称を「そとうみ」に改称（下り5本、上り4本運転）。
  - 10月1日：「外房」のうち循環運転を行うものを「そとうみ」と改称（5本運転）。
- 1968年（昭和43年）7月1日：「そとうみ」「外房」を「そと房」に統合。
  - この年の房総夏ダイヤから臨時急行も「そと房」（50番台）に統合された。この年に海水浴輸送がピーク（約1200万人）を迎えた。
- 1969年（昭和44年）7月11日：房総西線 木更津駅 - 千倉駅間の電化により、「うち房」が電車化。「そと房」との両国駅 - 千葉駅間での併結運転と循環運転は廃止。

### エル特急「わかしお」設定後
- 1972年（昭和47年）7月15日：総武本線東京駅乗り入れ（総武快速線開業）と房総東線蘇我駅 - 安房鴨川駅間の電化により、以下の通り変更。
  1. 特急「わかしお」を東京駅 - 安房鴨川駅間で運転開始。総武本線・外房線経由とし、下り6本、上り5本（このほか季節列車3往復、そのうち1往復は新宿駅発着でこの年の夏ダイヤに限って八王子駅延長）設定。
    - 下り「わかしお」9号は安房鴨川駅到着後、翌朝の上り「わかしお」2号となるまで、夜間留置のために館山駅まで往復することとなったが、これを回送列車ではなく普通列車として使用した。これが特急用車両の普通列車運用の初めとなった。

  2. 「そと房」を廃止し、新たに急行列車4往復による循環運転を再開。先に内房線を走って外房線に入るもの（左回り）を「なぎさ」、先に外房線を走って内房線に入るもの（右回り）を「みさき」とする（館山駅 - 安房鴨川駅間は普通列車）。急行用車両には地下線乗り入れ用のATC機器が搭載されなかったため東京駅には乗り入れできず、新宿もしくは両国発着となった。
    - なお、これに先立つ5月27日に大網駅のスイッチバックが解消されていたため、電化前とは違い循環運転後は前後が入れ替わることになった。

この年の房総夏ダイヤでは臨時特急「わかしお」（1往復）、113系による臨時急行「みさき」「なぎさ」・快速「白い砂」（9往復）を運転。

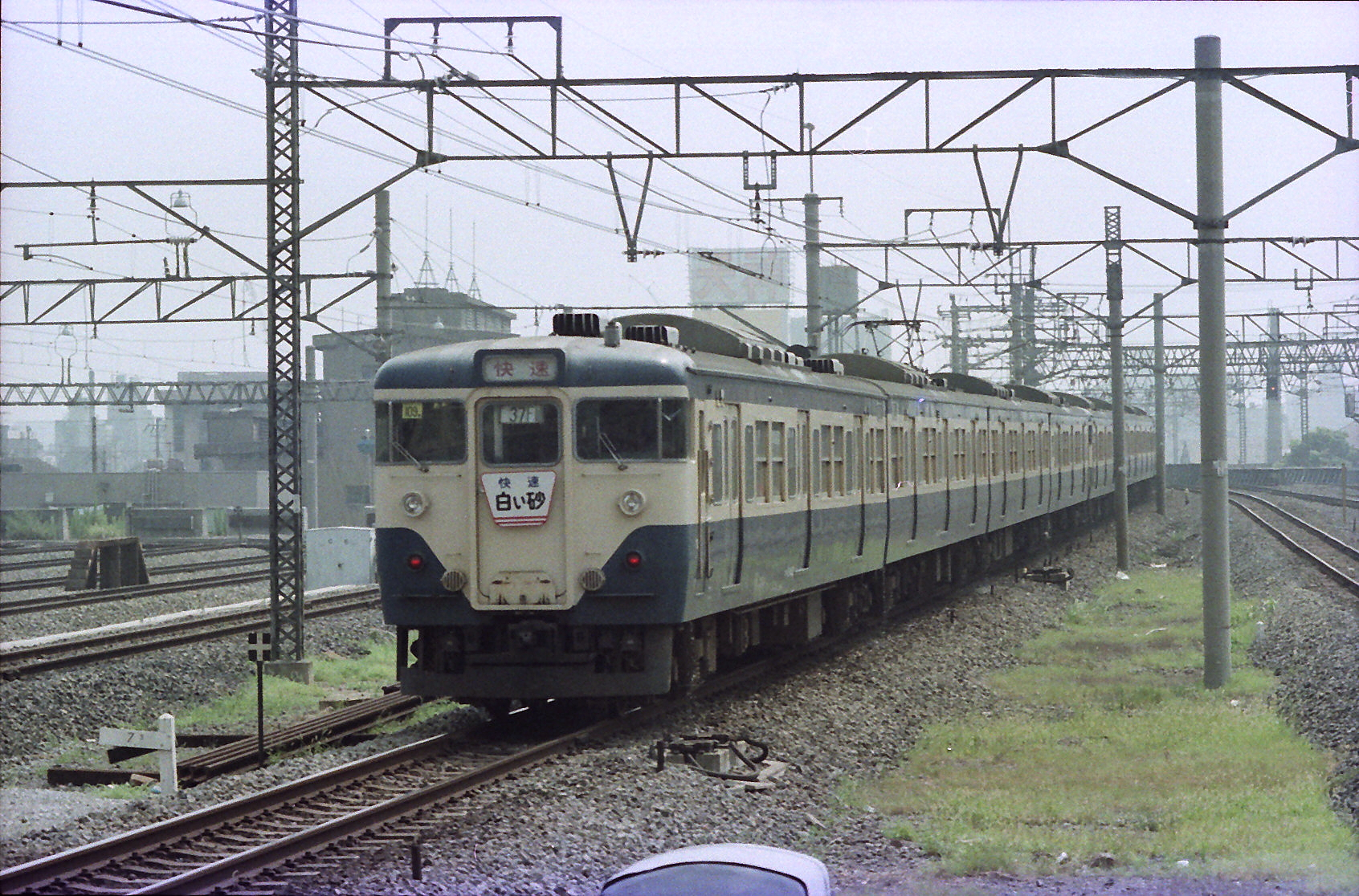
113系快速「白い砂」
（1978年 錦糸町駅）

- 1973年（昭和48年）：房総夏ダイヤでは臨時急行「みさき」「なぎさ」を冷房搭載の113系1000番台とし、この年落成したサロ113形を組み込んで運転。

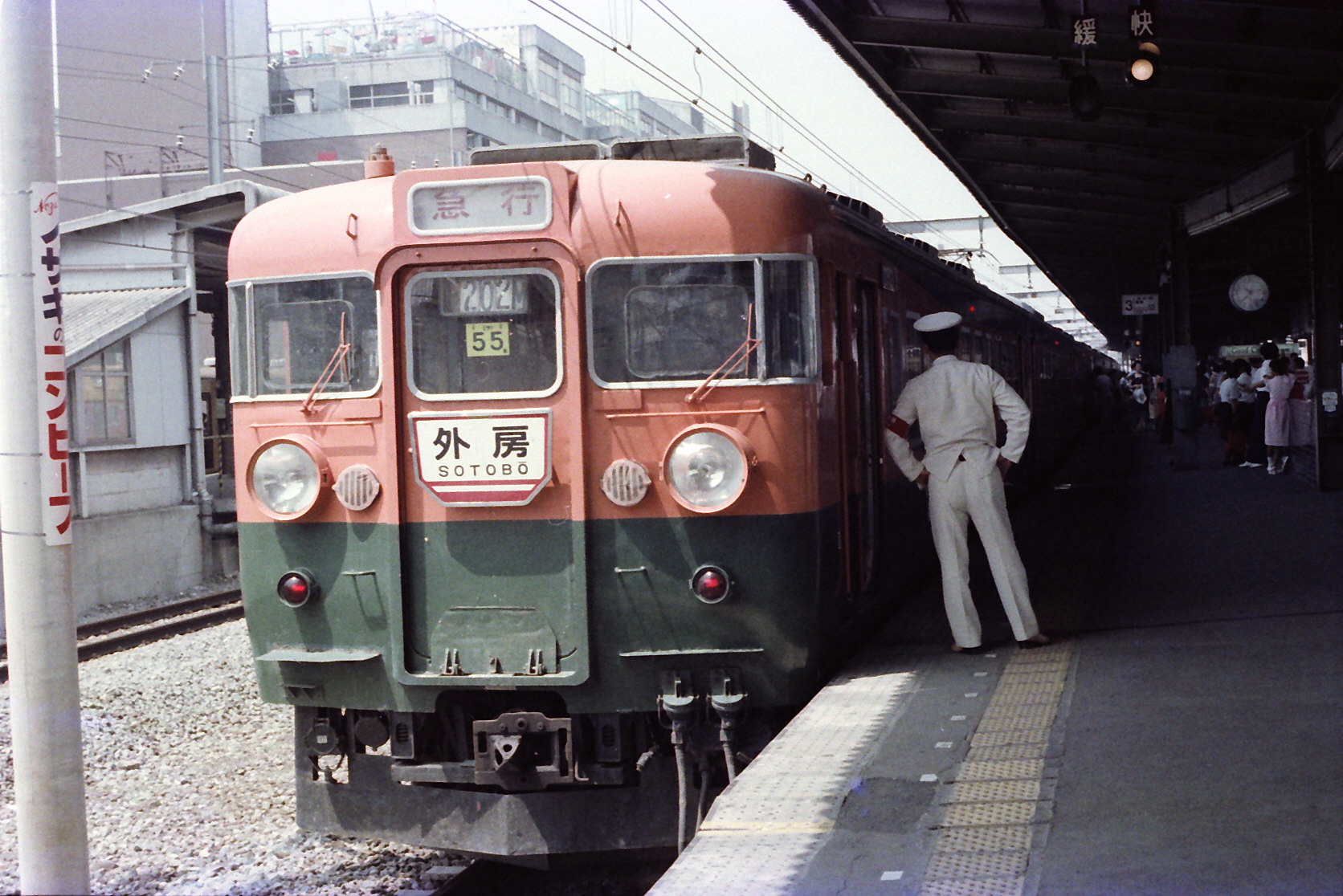
165系急行「外房」
(錦糸町駅、1978年撮影)

- 1975年（昭和50年）3月10日：循環運転を再び廃止し、外房線を走る急行列車3往復は「外房」に変更。また、「わかしお」は全て東京駅発着となる。
- 1982年（昭和57年）
  - 房総夏ダイヤで「わかしお」1往復を大船駅発着とする。大船駅への延長運転は1985年夏ダイヤまで実施された。
  - 11月15日：「外房」など房総地区の急行列車を廃止し、「わかしお」に統合[5]。新宿行き・両国駅発着列車を設定。
- 1985年（昭和60年）3月14日：新宿行きおよび両国駅発着の「わかしお」を全廃[5]。また、一部列車でグリーン車連結を取りやめ。
- 1991年（平成3年）3月16日：ダイヤ改正により、以下の通り変更[6]。
  1. 3月19日の特急「成田エクスプレス」運行開始に先立ち、東京駅 - 蘇我駅間を京葉線経由に変更[6]。蘇我駅にすべての特急が停車[6]。
  2. 東京発上総一ノ宮行き普通車全車自由席の「ホームタウンわかしお」が運転開始[6]。途中の停車駅は蘇我駅・誉田駅・大網駅・茂原駅。ホームタウンわかしお（東京駅）

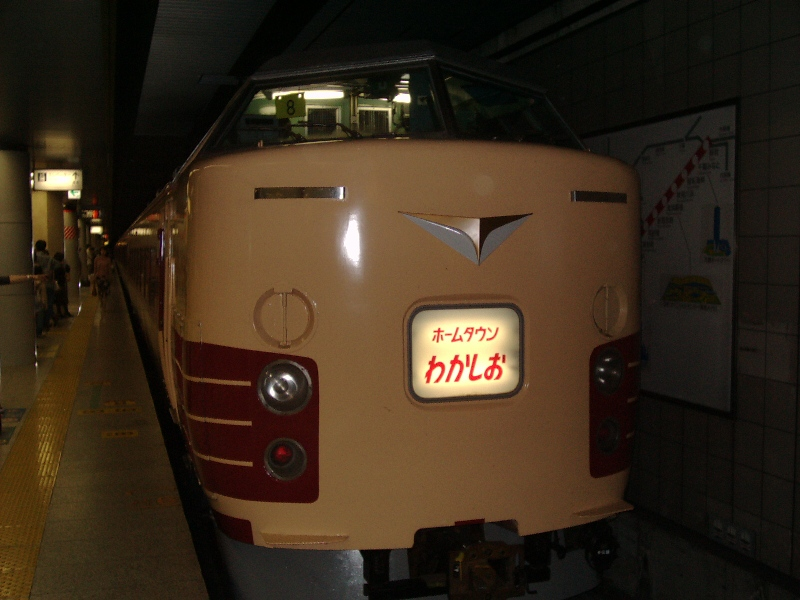
ホームタウンわかしお（東京駅）

- 1993年（平成5年）7月2日：255系を投入し、「ビューわかしお」として運転開始（2往復）[7]。同時に「わかしお」の一部列車を、勝浦駅 - 安房鴨川間で普通列車として運転[7]。
- 1994年（平成6年）12月3日：「ビューわかしお」を2往復から5往復に増発[8]。すべての特急列車が大網駅停車となる。上総一ノ宮発東京行き普通車全車自由席の「おはようわかしお」を運行開始[8]。途中停車駅は茂原駅・大網駅・誉田駅・蘇我駅。
- 1995年（平成7年）12月1日：東浪見駅 - 長者町駅間、前年の御宿駅 - 勝浦駅間複線化により、蘇我駅 - 勝浦駅間の最高速度を95km/hから120km/hに引き上げ[9]。
- 1998年（平成10年）
  - この年の夏をもって「房総夏ダイヤ」を終了。
  - 12月8日：グリーン車が半室喫煙席・半室禁煙席だったのを禁煙席に統一[10]。
- 1999年（平成11年）12月4日：一部の「おはようわかしお」が誉田駅通過になる。
- 2000年（平成12年）12月2日：「おはようわかしお」が土休日も運行されるようになり、毎日運転となる。一部の「わかしお」が海浜幕張駅に停車するようになる[11]。
- 2001年（平成13年）9月1日：行川アイランド閉園に伴い、行川アイランド駅は通過になる。
- 2002年（平成14年）
  - 9月30日：土気駅に一部の特急が停車。
  - 12月1日：上総一ノ宮駅と大原駅にすべての特急が停車するようになる。土気駅に停車する特急が増え、一部の「ホームタウンわかしお」が誉田駅通過となる。また、エル特急の呼称を廃止[12]。
- 2004年（平成16年）10月16日：ダイヤ改正により、以下の通り変更。
  1. E257系を投入して「わかしお」として運転開始[13][14]。
  2. 255系による列車を「ビューわかしお」、E257系による列車を「わかしお」に統一。これにより183系での運転は基本的になくなったが、車両運用の都合で同車両による代走運行も残る。
  3. 「おはようわかしお」「ホームタウンわかしお」を廃止[13]。
  4. すべての上り列車が誉田駅通過になる。
- 2005年（平成17年）12月10日：ダイヤ改正により、以下の通り変更。
  1. 列車名を「わかしお」に統一し、「ビューわかしお」を廃止。
  2. すべての列車が誉田駅通過となる。
  3. 東京発18時以降のすべての特急列車が土気駅に停車するようになる。
  4. すべての特急が安房小湊駅に停車するようになる。
  5. 日中に上総一ノ宮駅発着、夜間に東京発勝浦行き、安房鴨川発東京行きの列車を1本ずつ増発。
  6. E257系10両編成列車を大幅増加し、255系の運用は大幅に減少。
  7. すべての房総方面の特急列車を全車禁煙化。
- 2007年（平成19年）3月18日：「わかしお」の下り列車の海浜幕張駅停車時間帯を拡大。
- 2010年（平成22年）
  - 7月17日：「房総夏ダイヤ」以来の臨時快速「白い砂」が復活。8月8日まで土休日に運転。
  - 12月4日：茂原発の上り1本と上総一ノ宮駅始発の上り1本、上総一ノ宮行きの下り2本を土休日運休とする。土休日の運転本数が13往復となる。
- 2013年（平成25年）3月16日：「わかしお」の全列車が御宿駅に停車するようになる。
- 2014年（平成26年）3月15日：上総一ノ宮駅発着の上りの12・16号と下りの9・17号が廃止され13往復となる。車内販売を廃止。
- 2015年（平成27年）3月14日：下りの11号と上りの14号が廃止され12往復となる。一部列車の発着駅などを変更[15]。
- 2017年（平成29年）3月4日：下りの3号、11号、19号、上りの12号、20号は255系の運転に変更。
- 2018年（平成30年）3月17日：指定席車両を増強し、通勤時間帯にも指定席を設定。指定席での車内改札は原則省略する。
- 2022年（令和4年）3月12日：ダイヤ改正により、指定席車が拡大（5両編成中3両、9両または10両編成中5両）[16]。
- 2023年（令和5年）2月11日：特急「わかしお」運行開始50周年を記念し、特急「ビューわかしお」を東京駅 - 安房鴨川駅間でリバイバル運転[17]。
- 2024年（令和6年）3月16日：ダイヤ改正により以下の通りに変更。
  1. 「新宿わかしお」を含む全列車を全車指定席に変更し、座席未指定券のサービスを導入。また、えきねっと在来線チケットレス特急券の発売を開始する[2]。
  2. 全列車が基本的にE257系5両編成による運行となる[18][注 6]。
  3. 朝時間帯上り1本を増発する一方、日中以降の列車の減便や土休日運休となる列車の増加を実施。定期列車の本数は下り11本・上り10本（土休日は下り9本・上り7本）となる[18]。
  4. 「新宿わかしお」が秋葉原駅と津田沼駅を通過するようになり、号数（下り1号、上り2号）が付番される[18]。

## 列車名の由来
房総各線を走る列車名には海に関するものが多い（五十音順）。
- 「潮」（うしお）：潮汐、あるいは海水を表す言葉の「潮」から。
- 「おはようわかしお」：朝の通勤時間帯を走る「わかしお」であるから。
- 「白い砂」（しろいすな）：日本の美しい海岸の形容「白砂青松」から。
- 「そとうみ」：房総半島の太平洋側、すなわち「外海」を走ることから。また、内房線（旧、房総西線）を走る「うちうみ」と対にするため。
- 「外房」・「そと房」（がいぼう・そとぼう）：房総半島の太平洋側を「安房の外側」で「外房」ということから。また、内房線を走る「内房」「うち房」と対にするため。
- 「清澄」（きよすみ）：鴨川市にある清澄山より。
- 「くろしお」：房総半島東側を通る海流の「黒潮」から。
- 「京葉」（けいよう）：東京都と千葉県各地を結ぶことから。
- 「千鳥」（ちどり）：水辺に生息する野鳥の一種。1953年から2002年の間、広島 - 米子間に同名の「ちどり」が運行されていたが、こちらの由来は松江城の別名「千鳥城」による。
- 「なぎさ」：波打ち際を表す言葉の「渚」から。
- 「ビューわかしお」：使用する255系の愛称が「Boso View Express」（房総ビューエクスプレス）であるから。
- 「房総」（ぼうそう）：房総半島各地へ向かう列車であるから。
- 「房総の休日」（ぼうそうのきゅうじつ）：休日に房総半島へ向かう列車であるから。映画「ローマの休日」が語源。
- 「ホームタウンわかしお」：夕方の帰宅時間帯を走る「わかしお」であるから。
- 「みさき」：房総半島に多くの「岬」があり、ペアを組む「なぎさ」と見合うことから。